# Беспалов Андрій Іванович
Андрі́й Іва́нович Беспа́лов (нар. 17 березня 1971 — 16 жовтня 2017) — молодший лейтенант Збройних сил України, учасник російсько-української війни.

## Життєпис
Народився 1971 року в місті (Челябінськ, РРФСР). Виріс у родині військовослужбовця, 1986 року сім'я переїхала в Кіровоград. Навчався у середніх школах за місцем служби батька; 1988-го закінчив середню школу в Кіровограді. Вступив до військового училища у Калінінграді, перевівся до Кіровоградського машинобудівного коледжу КНТУ, закінчив за фахом інженерна механіка та машинобудування. Працював у Кіровоградському навчально-науковому педагогічному комплексі, по тому — на керівних посадах у приватних підприємствах. З 2004 мешкав у смт Нове; захоплювався спортивною риболовлею, був суддею на аматорських змаганнях.
У серпні 2014 року мобілізований як доброволець, після навчання в 169-му навчальному центрі направлений до 57-ї бригади. Служив у роті матеріального забезпечення, потім проходив службу в зоні бойових дій в 146-му протитанковому артилерійському дивізіоні 57-ї бригади.
Навесні 2017 року за власним бажанням перевівся на передову; молодший лейтенант, заступник командира роти вогневої підтримки 17-го батальйону.
16 жовтня 2017-го під час бойового чергування та перевірки постів поблизу селища Невельське зазнав смертельних поранень внаслідок підриву на міні з «розтяжкою».
Похований 19 жовтня 2017 року нa Алеї почесних воїнських поховань Рівнянського кладовища, у Кропивницькому оголошено день жалоби.
Без Андрія лишилися батьки, сестра, цивільна дружина та син 2002 р.н. від першого шлюбу.

## Нагороди та вшанування
- указом Президента України № 12/2018 від 22 січня 2018 року «за особисту мужність і самовіддані дії, виявлені у захисті державного суверенітету та територіальної цілісності України, зразкового виконання військового обов'язку» — нагороджений орденом «За мужність» III ступеня (посмертно)[1]